# Ablabera gracilis
Ablabera gracilis är en skalbaggsart som beskrevs av Leon Fairmaire 1868. Ablabera gracilis ingår i släktet Ablabera och familjen Melolonthidae. Inga underarter finns listade i Catalogue of Life.